# ホールデン・ノバ

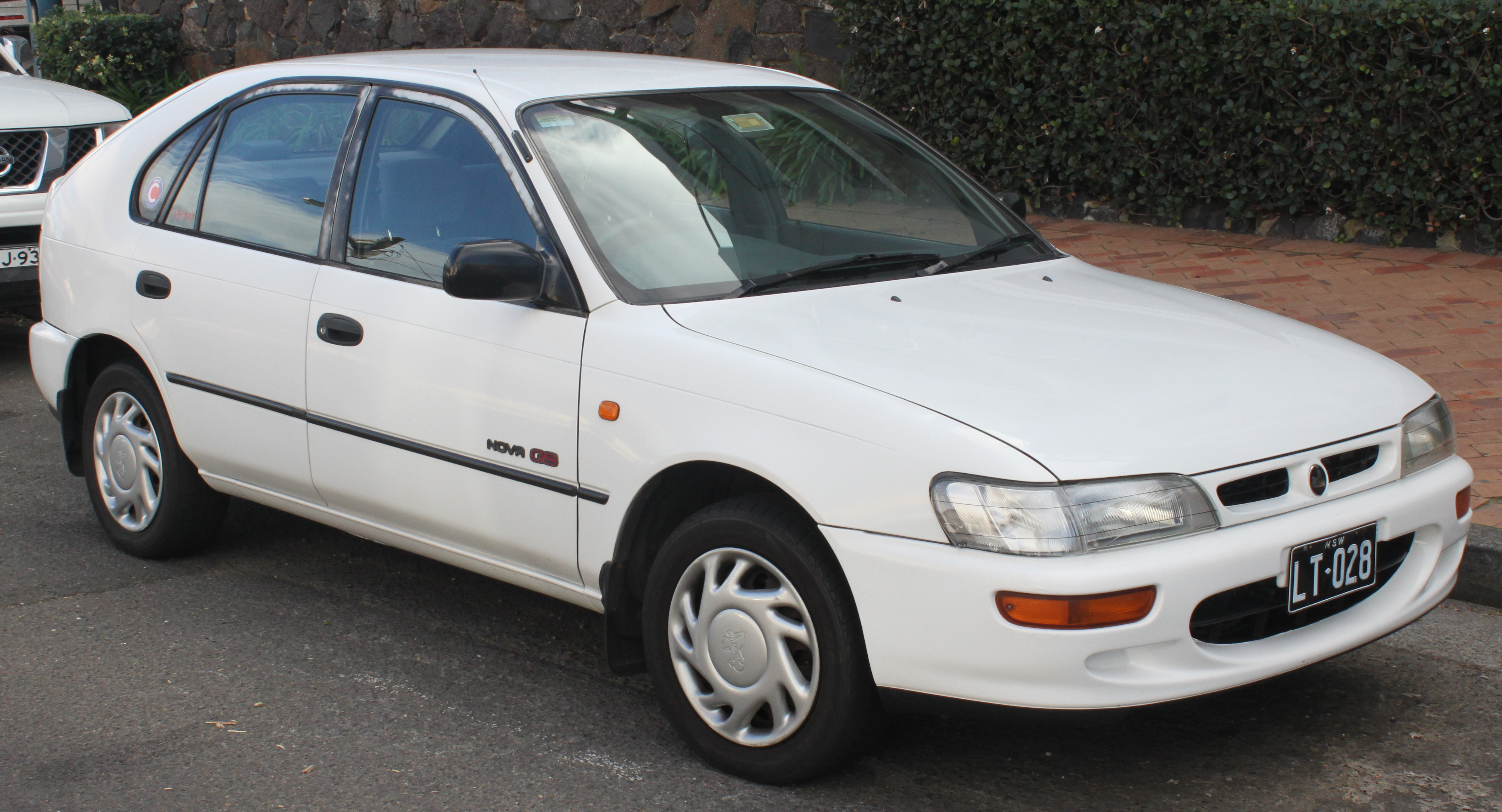
ホールデン・LGノバ

ノバ（Nova ）は、1989年8月から1996年までオーストラリアでトヨタ自動車が生産し、ホールデンが販売していた小型車である。
E90型およびE100型カローラのバッジエンジニアリングモデルである。ただし、ステーションワゴンモデルは用意されず、セダンおよびハッチバックモデル（日本名:カローラFX）のみであった。
この車は自動車製造の合理化を目的として立ち上げられた政策であるバトンプランの一環であったが、この政策は失敗に終わった。

## 初代 LE/LFノバ（1989年-1993年）

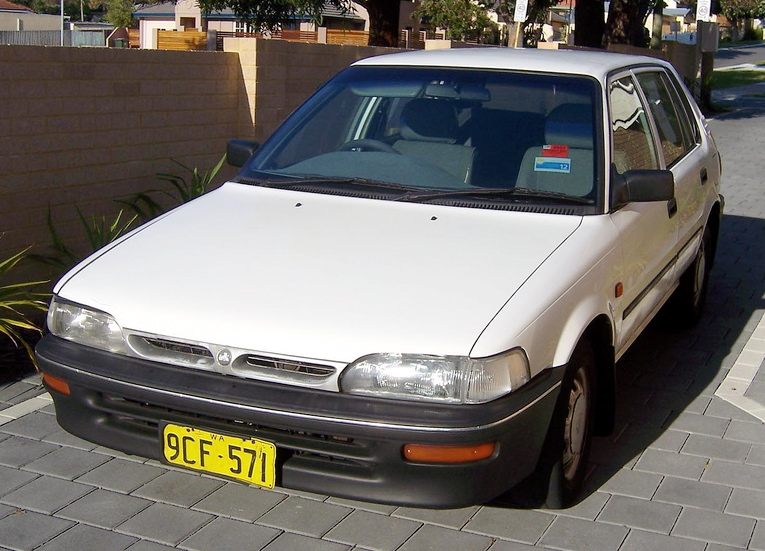
ホールデン・LFノバ

1989年にバトンプランによりホールデンでの販売が開始された。オーストラリア国内でもカローラの販売はあったが、販売台数はそれを上回った。
LEノバには1.4L 60kWエンジン（ハッチバックモデルのみの設定）と1.6L 67kWエンジンが搭載された。
1991年10月にはLFノバとなり、1.6Lエンジンの出力が75kWに向上した。
また1992年10月には、1.8L 85kWエンジンがGSハッチバックのみに搭載され、1993年にはSL/Eモデルおよび1.4Lエンジンが廃止された。
グレード構成は当初SL、SL/X、SL/Eの3構成で、のちにSL/EはハッチバックモデルのみGSとなり、SL/Xには1.6L 78kWエンジンが搭載された。

## 2代目 LGノバ（1994年-1996年）
1994年にベースをE100型カローラとしてモデルチェンジ。初代同様オーストラリア国内ではベースのカローラよりも多く売れた。
グレード構成はSL、SL/X、GSで、初代同様GSは1.8Lエンジンを、SL/Xは1.6Lエンジンが搭載された。
1996年には後継車のTRアストラが発売された。